# 江戸噺鼠小僧
『江戸噺鼠小僧』（えどばなしねずみこぞう）は、1935年（昭和10年）製作・公開、マキノ正博・久保為義監督による日本の長篇劇映画である。マキノトーキー製作所第1回作品として製作、公開された。

## 略歴・概要
同年12月末、牧野省三の長男であるマキノ正博が、トーキー（映音式）のための新会社「マキノトーキー製作所」を設立、その第1回作品である。同社は、本作の製作当時、京都・太秦帷子ヶ辻中開町（現在の右京区太秦堀ヶ内町）に新しい撮影所（現在の松竹京都撮影所）を建設中であり、本作の撮影にあたっては、新興キネマ京都撮影所（現在の東映京都撮影所）をレンタルして使用した。本作は神戸の洋画配給会社、千鳥興業の配給によって、同年12月18日、大阪の映画館「敷島倶楽部」を中心に公開された。
2012年（平成24年）12月現在、本作の上映用プリント、およびネガ原版等は散逸しており、現存していない。東京国立近代美術館フィルムセンターは、本作のプリント等を所蔵しておらず、現在、観ることの不可能な作品である。

## スタッフ・作品データ
- 製作 : マキノ正博
- 監督 : マキノ正博、久保為義
- 原作 : 月形龍之介
- 脚本 : 山本正夫
- 撮影 : 大森伊八
- 録音 : マキノ正博
- 編集 : 宮本信夫

- 製作 : マキノトーキー製作所
- 上映時間（巻数 / メートル） : 75分（8巻 / 不明メートル）[1]
- フォーマット : 白黒映画 - スタンダードサイズ（1.37:1） - モノラル録音
- 公開日 :  日本 1935年12月18日
- 配給 :  千鳥興業
- 初回興行 : 千日前・敷島倶楽部

## キャスト
- 澤村國太郎
- 原駒子
- 藤代朝子